# Willie Mays
Pour les articles homonymes, voir Mays.
Willie Howard Mays, Jr., né le 6 mai 1931 à Westfield (Alabama) et mort le 18 juin 2024 à Palo Alto (Californie), est un joueur américain de baseball dans les ligues majeures, de 1951 à 1973. 
Il passe 22 de ces saisons avec les Giants de New York et les Giants de San Francisco et termine sa carrière avec les Mets de New York. Sélectionné 24 fois sur l'équipe des étoiles de la ligue nationale de baseball, il est élu au Temple de la renommée du baseball en 1979, sa première année d'éligibilité. Il est le parrain de Barry Bonds.

## Biographie

### Carrière

#### Giants de New York
Willie Mays a commencé sa carrière avec les Giants de New York. Il n'a obtenu aucun coup sûr à ses 12 premières présences au bâton avant de finalement frapper en lieu sûr - un coup de circuit contre Warren Spahn des Braves d'Atlanta. En 121 matchs, il a enregistré 127 coups sûrs, obtenu 20 circuits et fait produire 68 points ce qui lui a valu d'être élu recrue de l'année dans la ligue nationale. Il a raté presque toute la saison 1952 et toute la saison 1953 à cause de son service militaire effectué dans les Forces Armées américaines. En 1954, il a remporté son seul titre de champion des frappeurs avec une moyenne de 345. Les Giants ont remporté la Série mondiale contre les Indians de Cleveland en 4 victoires consécutives et, à la fin de la saison, c'est Mays qui fut élu le meilleur joueur de la ligue nationale. De 1957 à 1968, Willie Mays a remporté le gant doré pour le meilleur voltigeur.

#### The Catch
Le 29 septembre 1954, Willie Mays réalise un retrait qui est considéré comme l'un des plus grands moments du baseball majeur. Lors du premier match de la série mondiale contre les Indians de Cleveland, avec un score égal de 2-2 en huitième manche, le frappeur adverse Vic Wertz frappe une balle profondément dans le champ centre alors que son équipe a deux coureurs en position de marquer. Willie Mays réussit toutefois à faire l'attrapé par dessus son épaule, en pleine course, pour mettre fin à la manche. Les Giants gagneront le match 5-2, pour ensuite remporter la série mondiale en quatre matches. De par sa difficulté d'exécution et de par son impact sur la saison, l'attrapé est souvent cité comme l'un des jeux les plus marquants, il sera surnommé « The Catch ».

#### Giants de San Francisco
En 1958, les Giants et leurs rivaux les Dodgers de Brooklyn ont déménagé sur la côte Ouest des États-Unis. Les Giants sont devenus les Giants de San Francisco et les Dodgers sont devenus les Dodgers de Los Angeles, et les deux équipes ont maintenu la rivalité qu'elles avaient à New York.
Les Giants furent une équipe ordinaire entre 1958 et 1961 et n'ont jamais remporté plus de 87 parties sur le total de 162 parties jouées. Le 30 avril 1961, Willie Mays a frappé quatre circuits en une seule partie et est donc l'un des 15 joueurs à avoir réalisé cet exploit depuis 1894. Lors de cette même partie, Hank Aaron des Braves a cogné {?} deux circuits. En 1962, les Giants se sont qualifiés pour la Série Mondiale après avoir défait les Dodgers à la fin de la saison. Durant la série, Willie Mays a frappé pour une moyenne de ,250 avec 2 doubles et aucun coup de circuit et les Giants ont perdu la série contre les Yankees de New York.
En 1965, Willie Mays a eu l'une de ses meilleures saisons, avec 52 circuits, dépassant son meilleur total de 51 circuits frappés en 1955. Il a aussi accumulé 112 points produits, 118 points marqués, 21 doubles et une moyenne de ,317. À la fin de la saison il a battu Sandy Koufax des Dodgers au titre meilleur joueur de la Ligue nationale pour la seconde fois.

#### Mets de New York
Après avoir joué 19 parties pour les Giants en 1972, Willie Mays fut échangé aux Mets de New York où il a disputé 69 parties cette même saison. En deux saisons, Mays a joué 133 parties pour les Mets et a enregistré 7 présences au bâton lors de la Serie Mondiale de 1973 avec 2 coups sûrs. Mays a pris sa retraite à la fin de la saison 1973 et a travaillé pour les Mets comme entraîneur de 1974 et 1979, avant de retourner dans l'organisation des Giants à titre de conseiller spécial.

### Mort
Willie Mays meurt des suites d'une insuffisance cardiaque le 18 juin 2024 à l'âge de 93 ans, à Palo Alto (Californie).

## Palmarès et honneurs
- Recrue de l'année en 1951
- Champion du monde en 1954 avec les Giants
- Élu deux fois le meilleur joueur des ligues majeures (1954, 1965)
- Vainqueur du gant doré 12 fois
- Élu au Temple de la renommée du baseball en 1979

- Classé 4e pour les circuits
- Classé 11e pour les coups sûrs
- Classé 7e pour les points marqués
- Classé 10e pour les points produits
- Classé 33e pour les doubles

## Statistiques
| Parties | AB    | H    | 2B  | 3B  | HR  | R    | RBI  | BB   | SO   | AVG   | OBP   | SLG   | OPS   |
| ------- | ----- | ---- | --- | --- | --- | ---- | ---- | ---- | ---- | ----- | ----- | ----- | ----- |
| 2992    | 10881 | 3283 | 523 | 140 | 660 | 2062 | 1903 | 1464 | 1526 | 0,303 | 0,386 | 0,557 | 0,944 |

## Présences à la télévision
- En 1964, dans l'épisode 31 (saison 6), intitulé My Son the Catcher ; dans l'épisode 3 (saison 7), intitulé Play Ball et dans l'épisode 20 (saison 8), intitulé Calling Willie Mays, de la série télévisée The Donna Reed Show, Willie Mays joue son propre rôle. Ses apparitions visent toutes à encourager des jeunes à s'intéresser au baseball.
- En 1966, dans l'épisode 7 (saison 3), intitulé Le Bal masqué (Twitch or Treat), de la série télévisée Ma Sorcière bien-aimée (Bewitched), Willie Mays joue son propre rôle lors d'une soirée de l'Halloween réunissant des sorciers et des sorcières. Ses excellents résultats au baseball s'expliquent par le fait qu'il est un sorcier.
- En 1997, dans l'épisode 25 (saison 5), intitulé Tout est dans les cartes  (In the Cards), de la série télévisée Star Trek: Deep Space Nine, une carte de collection figurant Willie Mays en 1951 est le point central de l'intrigue.

## Publications
- (en-US) Willie Mays: my life in and out of baseball, E. P. Dutton, 1972. 320 p.  (ISBN 0525234659).
- (en-US) Willie Mays, J. Messner, 1980. 159 p.  (ISBN 0671413147).
- (en-US) Say Hey: The Autobiography of Willie Mays, Demco Media, 1989. 303 p.  (ISBN 0606043136).